# ウィットウォーターズランド
座標: 南緯26度12分13秒 東経28度2分43秒 / 南緯26.20361度 東経28.04528度

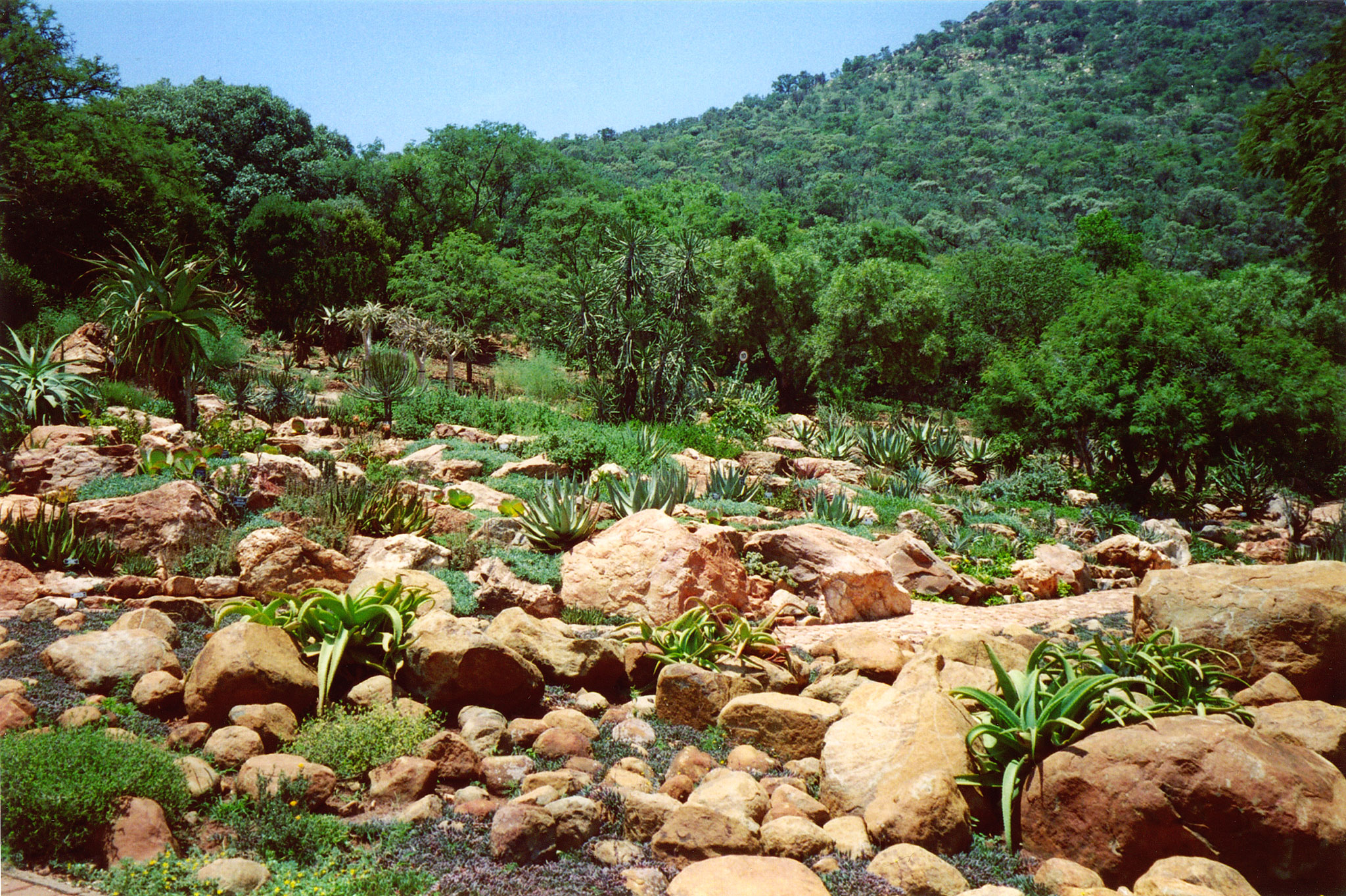
国立植物園

ウィットウォーターズランド（英語: Witwatersrand）は、南アフリカ共和国ハウテン州の地域。

## 概要
ヨハネスブルグ周辺の盆地地帯である。

## 歴史
1866年、ジョージ・ウォーカーが農場に金脈が露出しているのを発見した。のちになって大金脈の存在が明らかになり、ゴールドラッシュが発生、ヨハネスブルグをアフリカ有数の大都市に成長させた。現在はタウトナ鉱山などで採掘が進んでいる。